# Bill McColl
Bill McColl (San Diego, California; 2 de abril de 1930-28 de diciembre de 2023) fue un político, cirujano y jugador estadounidense de fútbol americano, que jugó ocho temporadas en la NFL con los Chicago Bears en la posición de tight end.

## Carrera

### Universitario
Antes de entrar a la universidad practicó béisbol, baloncesto y atletismo; por lo que fue conocido como uno de los mejores atletas del sur de California en 1948 luego de ser seleccionado al primer equipo de la California Interscholastic Federation for 1947, y el primer equipo All-CIF baseball squad en 1948.
Pasaría a formar parte de los Stanford Indians como estudiante de medicina, logrando una temporada invicta en 1948 incluyendo una victoria por 30-0 ante los California Golden Bears. Inició su carrera como defensive end y luego pasó a ser liniero y estuvo en la victoria por 49-0 ante San Jose State Aztecs. A causa de lesiones pasó a ser un jugador utility donde incluso llegó a ser pateador, fallando un gol de campo de 46 yardas ante los California Golden Bears en 1950. En 1951 logró ser ganador de dos títulos de All-American, y fue el principal socio del Quarterback Gary Kerkorian, especialmente en las victorias ante los Oregon Ducks por 27-20, a los Michigan Wolverines por 23-13,y a los UCLA Bruins por 21–7.
Gracias a su aporte en sus cuatro temporadas fue miembro del Salón de la Fama del Fútbol Americano Universitario de la clase de 1973 y al Salón de la Fama del Deporte de San Diego en 1963.

### Profesional
Bill McColl fue seleccionado en la tercera ronda del Draft de la NFL de 1952, en la posición global 32 por los Chicago Bears, equipo con el que jugaría toda su carrera de ocho temporadas. En la NCAA jugaba con el número 3 pero con los Bears jugó con el 83. McColl jugó todos los 96 partidos de temporada regular con los Bears. Tuvo 201 acarreos para más de 2,800 yardas, además de 25 recepciones para touchdown.
En la temporada de 1956, McColl completó el pase más largo de la temporada (79 yardas) ante los New York Giants, además de una recepción de 69 yardas. Sus mejores números de temporada fueron en 1958, donde tuvo 35 recepciones para 517 yardas. McColl tuvo 8 recepciones para touchdown, siendo la tercera cantidad más alta en la liga en 1958, solo detrás de dos jugadores que tuvieron 9.

## Tras el retiro
Al retirarse pasó a ser cirujano ortopédico y fue misionero presbiteriano en Corea del Sur de 1962 a 1964. En 1970 pasó a ser candidato al congreso por el distrito 24 de California por el Partido Republicano tras la muerte de Glenard Lipscomb, la cual perdió ante John Rousselot. Dos años después vuelve a postularse para el puesto, pero esta vez por el distrito 20 luego de mudarse al área de Pasadena-Burbank-Glendale luego del retiro del congresista Allen Smith, pero volvería a perder, en este caso ante Carlos Moorhead.
En 1982 intentaría por tercera y última vez entrar al congreso, en esta caso por el recién creado distrito 43 cerca de su natal San Diego, pero en la elección primaria republicana quedó en tercer lugar ante Johnnie Crean, al cual se rehusó a apoyarlo por mentiroso, y al eventual ganador, el alcalde de Carlsbad Ron Packard.

## Vida personal
McColl se casó con Barbara Blanche Bird en Beverly Hills, California, en diciembre de 1953 se mudaron a Chicago hasta 1983 cuando pasaron a vivir a San Diego. Tuvieron seis hijos, dos de los cuales  — Duncan McColl y Milt McColl — jugaron fútbol americano con Stanford Cardinal. Duncan y Bill McColl actualmente son los únicos padre-hijo que ganaron el All-American en la historia de Stanford Cardinal. Duncan y Milt llegaron a jugar en la NFL.